# Дмитерко, Любомир Дмитриевич
Любоми́р Дми́триевич Дмите́рко (укр. Любомир Дмитрович Дмитерко; 1911—1985) — советский писатель, поэт и сценарист, драматург. Член ВКП(б) с 1943 года.

## Биография
Родился 5 (18) марта 1911 года в Винниках (ныне Львовская область, Украина).
Учился в Институте народного образования Каменец-Подольска в 1928—1930 годах и на сценарных курсах Киевского киноинститута в 1930—1932 годах. В годы Великой Отечественной войны служил в редакциях дивизионных газет.
Умер 2 октября 1985 года. Похоронен в Киеве на Байковом кладбище.

## Награды и премии
- Государственная премия УССР имени Т. Г. Шевченко (1979) — за сборники стихов «Мир мой» и «Основа»
- орден Отечественной войны I степени (9.3.1944)
- орден Отечественной войны II степени (11.3.1985)
- орден Трудового Красного Знамени (24.11.1960)
- орден Дружбы народов (23.3.1981)
- орден Красной Звезды (7.2.1943)
- медали

## Творчество
Литературную деятельность Любомир Дмитриевич начал в 1928 году. Автор пьес: «Фронт», «Хрещатый яр» (поставлена в 1944 году в театре имени Франко в Киеве), в новой редакции название пьесы — «Генерал Ватутин» (поставлена в 1947 году в театре имени Шевченко в Харькове); «Навеки вместе» (поставлена в 1950 году в театре имени Шевченко в Днепропетровске). На русском языке в переводе Е. Весенина вышла комедия «Доля девичья» (1961) и драма «Лавровый венок» (1973).
По мотивам драмы «Навеки вместе» в 1956 году снят фильм «Пламя гнева», автор сам выступил сценаристом.